# Erateina regina
Erateina regina är en fjärilsart som beskrevs av Saunders 1860. Erateina regina ingår i släktet Erateina och familjen mätare. Inga underarter finns listade i Catalogue of Life.